# 米澤美玖
米澤 美玖（よねざわ みく、1992年5月4日 -  ）は、北海道旭川市出身の日本のジャズ、フュージョンサックス奏者である。Trilogic所属。

## 来歴
8歳から吹奏楽をきっかけにテナーサックスを始め、11歳でビッグバンドでジャズと出会う。
代々木公園で行われたWmiba（ワールドミュージックインターネット放送協会）主催の音楽イベントに2014年から2018年まで5年連続で出演した。2014年および2016年には、楽器フェアでIK Multimedia、HookUp、Universal Audioなどのメーカーデモを担当。
米澤のサックスをフィーチャーしたソーシャルアイドルnotallの「ペンギン人間」がAmazonデジタル配信セールスランキングで1位を獲得。
- 2016年7月23日 1st Album「Amusement」リリース[2]。同年9月15日および11月12日にレコ発ライブを行う[2]。
- 2017年 Jazzの専門誌「Jazz Japan Vol.80」にて「2010年代に頭角を現した新鋭アーティスト60」に選定され紹介される。
- 2017年
  - 5月10日 2nd Album「Landscape」をリリース。JZbratにて小川悦司、青柳誠、グレッグ・リー、平山恵勇、高澤綾らとバースデーライブを行う。
  - 6月には吹奏楽専門フリーペーパー｢Wind-i vol.32」のInterview for Futureにてインタビュー記事掲載。Sax World vol.5にエアロフォンのレビューインタビューが掲載される。
  - 6月10日 六本木C-Lapsにおいて中園亜美(Sax）、川口千里（Dr）らと”サックス女子コラボライブ vol.1”を開催した。
  - 9月 自身初の関西ツアーを敢行、広島～名古屋まで全6公演を行う。
  - 10月 氏家克典スーパープロジェクトの一員としてYAMAHAコマーシャルオーディオの記念イベントにでモンストレーターとして参加。
  - 12月 京成ホテルミラマーレにて自身初のクリスマスディナーショーを横洲かおると行う。
- 2018年
  - 1月 目黒ブルースアレイで行われた「千里ちゃん祭り～川口千里デビュー5周年記念ライブ～」にゲストとして参加。
  - 5月4日 3rd Album ｢Another World」リリース。全曲自作のオリジナル楽曲を収録。
  - Amazon 日本のジャズ部門で5日連続の１位を獲得(発売以来2８日間トップセラー1位)。同時にiTunes Store Jazzのトップアルバムを記録する。
  - 10月4日 4th album「Gift From Amusement」リリース。4枚目のオリジナルアルバムにして初のベスト盤。1st Album「Amusement」と 2nd Album「Landscape」からセレクトした楽曲を新テイクで収録し、新曲の３曲を加えた全10曲を収録。
- 2019年
  - 1月11日 5th album「Dawning Blue」リリース。本作は、国内のトッププレイヤーを迎えてのスタンダードジャズ・バラード集。発売以来、Amazon日本のジャズ部門で93日間のベストセラー1位。
  - 3月14日 ～ 4月6日 TAKURO（GLAY）3度目となるソロ・ツアーに参加。
  - 4月24日 キングレコード から アルバム「Exotic Gravity」で メジャーデビュー。
  - 4月27日 ～ 8月30日 ExoticGravity Tour (Ⅰ・Ⅱ・Ⅲ ) スタート。
  - 6月1日 米澤美玖公式ファンクラブ開設 （ 会員限定ブログ「Miku's Secret Room」open ）。
  - 9月7日 舞鶴赤煉瓦ジャズ2019 から Autumn Tour 2019 スタート。
  - 11月4日 Amazon日本のジャズ部門にて Dawning Blue (2019) が 81 . 82日 ベストセラーに返り咲き。
  - 11月5日 小川悦司 のセカンド・アルバム（カラーズ・オブ・ライフ）のCD発売 このアルバムに３曲参加。
- 2020年
  - 1月「Dawning Blue」と「Exotic Gravity」の2枚が JAZZ JAPAN AWARD 2019・アルバムオブザイヤー/ニュースター部門を受賞。この部門で同ミュージシャンの2枚の受賞は史上初。
  - 1月10日 六本木Ｃlaps から 真冬の夜のジャズツアー開始。
  - 2月20日 Project M 【THE MASTERPIECES】発売 ( 米澤美玖(sax)　友田ジュン(pf)　カワサキ亮(bs)　竹内大貴(dr)  メンバーはネットにて、米澤美玖サポートメンバー募集で選出された）Amazon"日本のジャズ"売り上げ1位
  - 2月29日 Project M ・六本木Key Stone Club・レコ発ライブ（発売から9日間連続でAmazon"日本のジャズ"売り上げ1位）
- 2025年
  - 5月12日、結婚と第1子妊娠をあわせて発表した[7]。

## 人物
テナーサックスをメインにアルト、ソプラノも演奏し、ジャズ、フュージョンを核としつつも、ソウル、ファンクからポップス系のサポートまで幅広いスタイルに対応するプレイで、数々のセッション、サポートワークも行う。

## ディスコグラフィ

### アルバム
1. 「Amusement」（2016年）[2]
2. 「Landscape」（2017年）[2]
3. 「Another World」（2018年）
4. 「Gift From Amusement」(2018年)
5. 「Dawning Blue」(2019年)
6. 「Exotic Gravity」(2019年) ※ 4月24日 キングレコードからメジャー第1作として発売
7. 【 Project M  - THE MASTERPIECES 】(2020年)
8. 【 Project M  - THE MASTERPIECES II】(2020年)
9. 【 Project M  - THE MASTERPIECES III】(2021年)
10. 「Blue Shadow」(2022年)
11. 「delight」(2023年)

## レコーディング参加作品
- notall「学園天国」「ペンギン人間」[2]
- BLUES TWO「BLUES TWO」」[10]
- 「ドラマーズソングブック」（Alfanote）[10]
- 大高清美「大高清美 オルガンの流儀」（Alfanote）[10]
- 梶原順「ギターレコーディングの流儀」（Alfanote）[10]
- 「ベースソングブック」（Alfanote）[10]
- DADA（池田聡＆黒田アーサー）「自分の歌」
- あびこめぐみ アルバム「陰と陽」
- Taku 「みえないあかり」

## デモンストレーション
- 楽器フェア2014 IK Multimedia、HookUp[11]
- 楽器フェア2016 株式会社インターネット[5]、HookUp、Universal Audio[12]
- YAMAHAデジタルミキサー30周年記念イベント 2017 三井ホール/大阪ナレッジシアター
- 2017/09/30 DTMｽﾃｰｼｮﾝPlusにてUniversal Audio Apolloのデモンストレーション演奏